# Supernova de type Ib et Ic
Les supernovas de type Ib et Ic sont des supernovas à effondrement de cœur qui se produisent à partir d'étoiles massives ayant préalablement expulsé leurs couches externes selon l'évolution stellaire. Les supernovas de type Ib sont celles des étoiles ayant expulsé leurs enveloppes externes d'hydrogène ; les supernovas de type Ic provenant des étoiles ayant davantage expulsé leurs enveloppes externes, celles d'hydrogène et aussi d'hélium. En opposition aux supernovas de type Ia provenant des étoiles ayant conservé la majeure partie de leurs enveloppes externes.

## Description

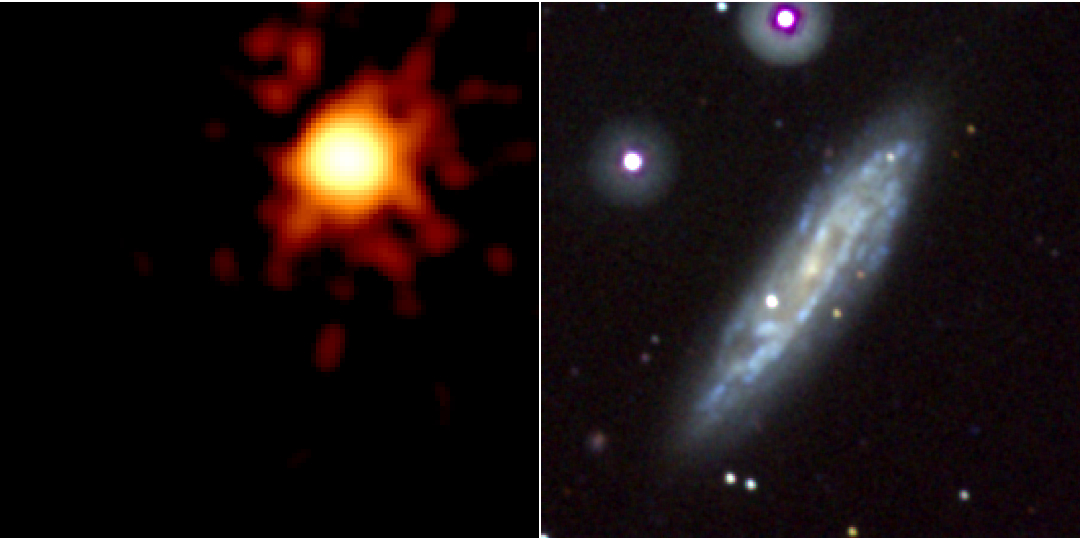
La supernova 2008D, de type Ib dans la galaxie NGC 2770, montrée sous rayon X (à gauche) et à la lumière visible (à droite) dans la même position. (Clichés Nasa)

La formation d'une supernova à effondrement de cœur comporte trois phases : la fusion des divers éléments pour obtenir un noyau de fer, la transformation de ce dernier en matière neutronique et le rebondissement des couches externes de l'étoile sur cette dernière. 

Dans ces deux types de supernova, l'étoile progénitrice a perdu son atmosphère extérieure en raison de forts vents stellaires ou en raison d'un transfert de masse dans les systèmes binaires proches avant l'explosion. À la suite de l'effondrement de son cœur, la supernova de type Ib (si l'étoile a perdu son enveloppe d'hydrogène) ou de type Ic (si l'étoile a perdu son enveloppe d'hydrogène et son enveloppe d'hélium),.
Elles ne montrent pas de silicium ni d'hydrogène dans leur spectre.
Ce type de supernova se produit par l'expulsion des couches externes des étoiles massives (à partir de 8 masses solaires) en fin de vie. À ce moment, selon la masse résiduelle du cadavre stellaire, il y a formation d'une étoile à neutrons ou d'un trou noir.
La masse maximale d'une étoile pouvant produire une supernova est estimée à environ 40 masses solaires. Au-delà de cette masse, l'étoile devrait directement former un trou noir sans engendrer de supernova (cf. collapsar).